# 錦織弘信
錦織 弘信（にしこり ひろのぶ、1956年8月2日 - ）は、日本の実業家。東芝デジタルソリューションズ株式会社代表取締役社長などを経て、東芝テック株式会社代表取締役社長。

## 人物・経歴
東京都出身。1980年横浜国立大学工学部卒業、富士通入社。2006年富士通経営執行役ストレージプロダクト事業本部長。2009年東芝デジタルメディアネットワーク社社長附。2010年東芝執行役常務ストレージプロダクツ社HDD事業部長。2012年東芝執行役上席常務セミコンダクター&ストレージ社副社長。2013年東芝執行役上席常務クラウド&ソリューション社社長。2014年東芝ソリューション代表取締役社長。2015年東芝執行役上席常務インダストリアルICTソリューション社社長。2017年東芝執行役専務デジタルソリューション所管、東芝デジタルソリューションズ代表取締役社長。2020年東芝テック代表取締役社長。